# Географія Австрії

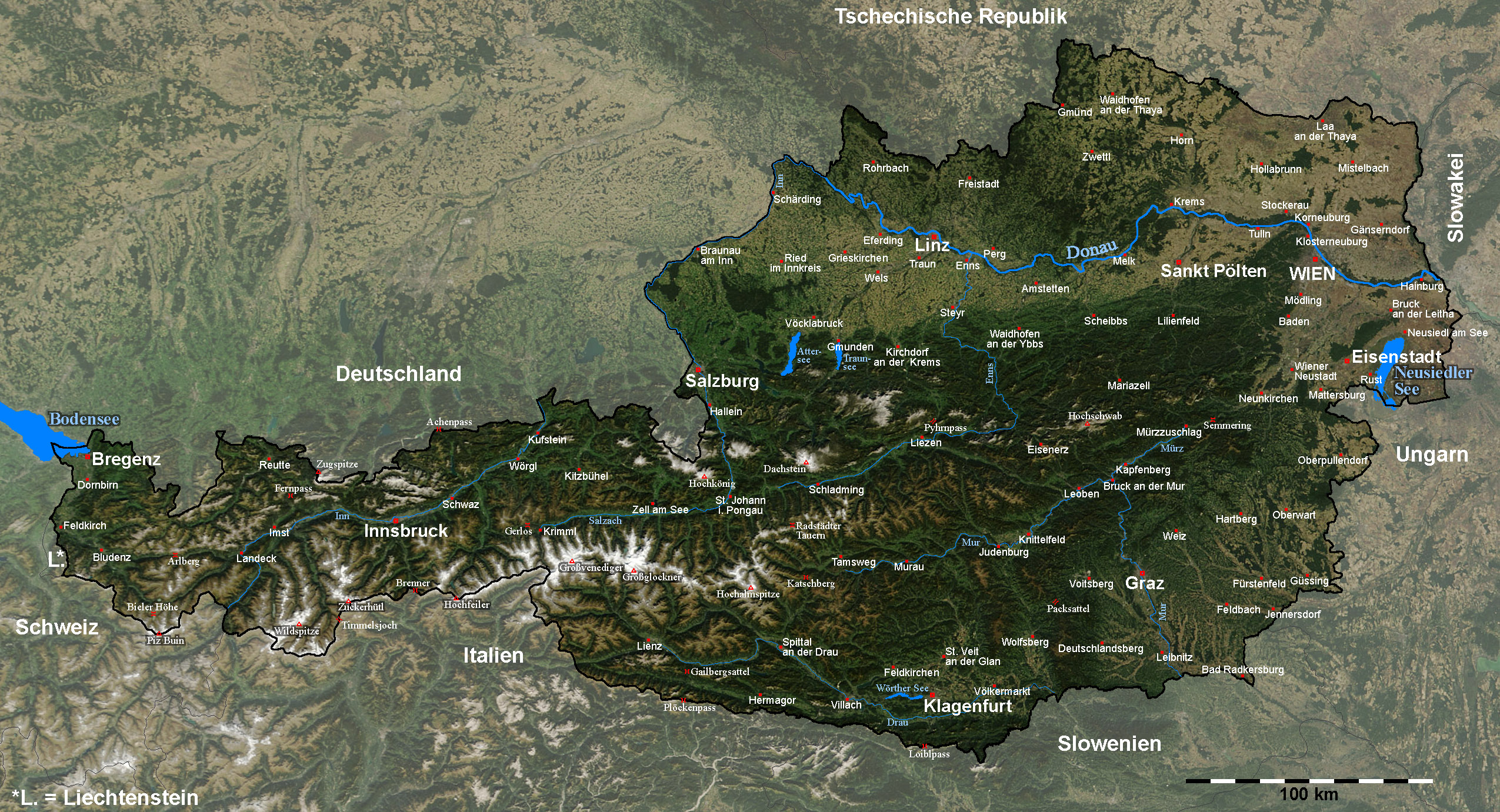
Супутниковий знімок Австрії (компіляція)

Австрія — держава в Центральній Європі, в середній течії Дунаю. Площа країни — 84 тис. км².

## Географічне положення

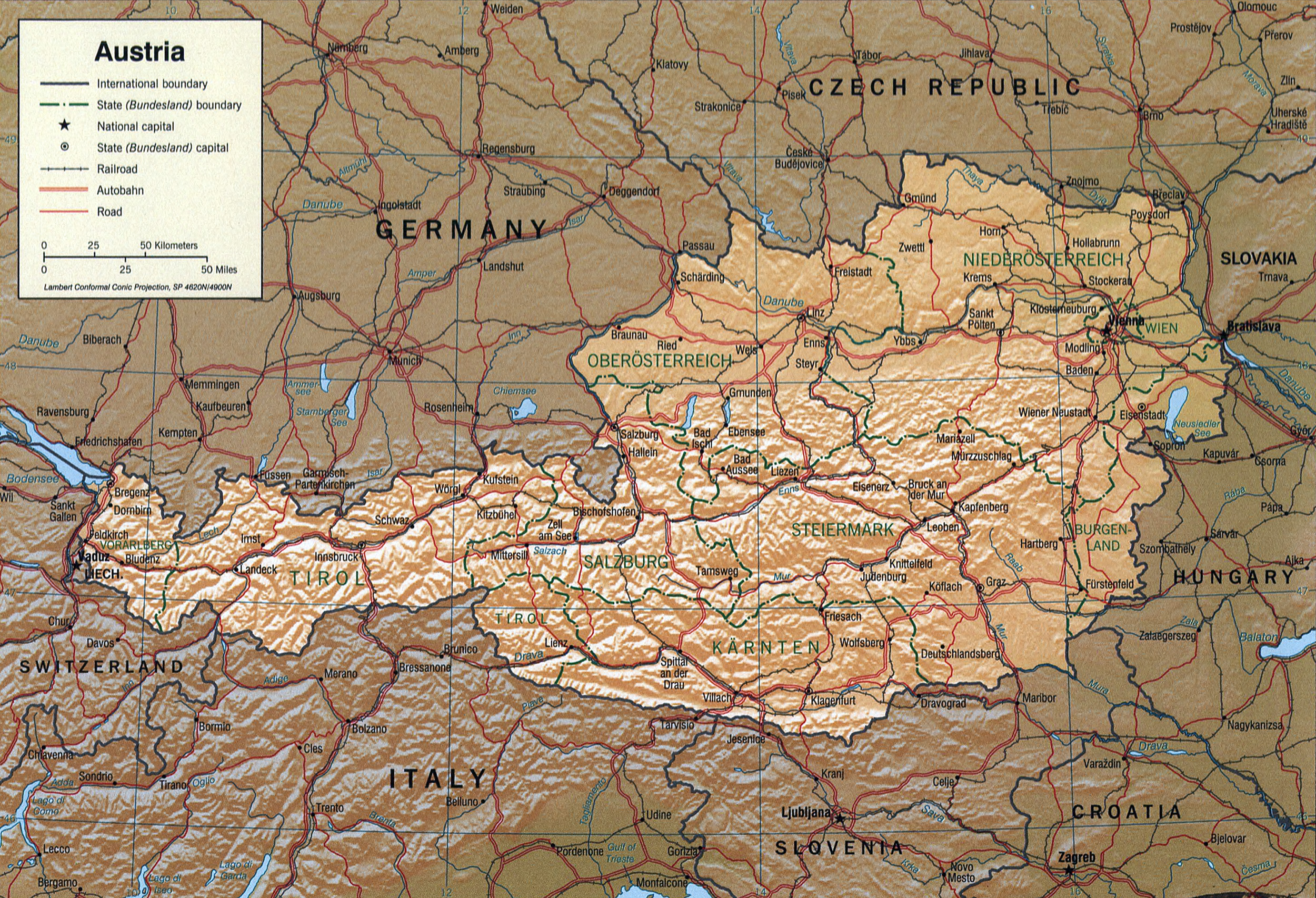
Карта Австрії

Межує з Чехією (спільний кордон — 362 км), Німеччиною (784 км), Угорщиною (366 км), Італією (430 км), Ліхтенштейном (35 км), Словаччиною (91 км), Словенією (330 км), Швейцарією (164 км).

### Крайні пункти
Координати крайніх точок країни: північна — 15°1' східної довготи і 49°1' північної широти; східна — 17°10' східної довготи і 48°0' північної широти; південна — 14°34' східної довготи і 46°22' північної широти; —  західна 9°32' східної довготи і 47°16' північної широти.

## Геологія
Внутрішня зона Східних Альп (Північні Вапнякові Альпи) складена древніми кристалічними сланцями і палеозойськими гірськими породами, насунутими на тріасово-юрські метаморфізовані блискучі сланці й лужні вулканіти, що виступають крізь старіші породи у Енгадині й Високому Тауерні. Північніше тягнеться смуга палеозойських сланців і пісковиків (граувакки), й далі тріасових і юрських вапняків, що утворюють численні східно-альпійські покриви, насунені на півночі на сильно звужену зону крейдяного флішу. Південніше внутрішньої зони Східних Альп тягнуться Південні Вапнякові Альпи, які відокремлює тектонічний розлом долини річки Гайль. Південні Альпи включають в себе в межах Австрії північний схил Карнійських Альп, складений палеозойськими і тріасовими породами.
На півночі країни, у передгір'ях, знаходиться частина Передальпійського крайового прогину, заповненого неогеновими моласами. На лівому березі Дунаю гори Вейнсбергер-Вальд, складені палеозойськими гранітами і докембрійськими кристалічними сланцями, що оточують Чеський кристалічний масив.
Східна низовинна Австрія — територія молодих западин Віденського басейну — Мала Угорська западина, западина Граца, заповнених товщами неогенових відкладень.

## Рельєф
Велику частину території займають молоді складчасто-брилові й брилові Східні Альпи (найвища точка — гора Ґросглокнер, 3797 м) і їх передгір'я. Східні Альпи відділяються від Швейцарських Альп широкою долиною верхнього Рейну і западиною Боденського озера. У Східних Альпах на території країни особливо виділяються Ретійський, Доломітовий та Карнійський хребти, котрі простягаються широтно. Пересічна висота Східних Альп 2500—3500 м, на сході до 2400 м. Через більш континентальний клімат у Східних Альпах менша кількість льодовиків ніж у Західних. Льодовик Пастерце довжиною 10,2 км. На півночі й півдні осьовий ланцюг Східних Альп облямований сильно розчленованими низькими хребтами з крутими схилами, розвиненим карстом. Уздовж північної периферії Альп — флішові низкогір'я. Для Східних Альп в межах Австрії в цілому характерні великі поздовжні річкові долини (Інн, Зальцах, Енс), а в східних передгір'ях — улоговини (Грацька, Клагенфуртська).
Менша, північна частина країни — хвиляста рівнина, що на крайньому північному сході переходить у Середньо-Дунайську низовину. На сході розташована Штирійсько-Бургенландська горбиста рівнина, що спускається до Віденського басейну, частина Середньо-Дунайської рівнини. На півночі і північному сході — горбисті низькогір'я (400–900 м) Мюльфіртель, Вальдфіртель, Вейнфіртель, що з півдня оточують кристалічний Чеський масив. Чеський масив і Східні Альпи розділяє рівнинна смуга, з кількома ярусами терас Дунаю — Інфіртель.
|                             |                                   |                              |                              |                         |
| Гіпсометрична карта Австрії | Альпи, супутниковий знімок влітку | Сільський пейзаж у Шрьоккені | Бад-Кляйнкірхгайм у Каринтії | Санкт-Антон-ам-Арльберг |

## Клімат
Клімат помірний, континентальний, на заході вологий. Територія країни лежить в атлантико-континентальній області помірного поясу. Середня температура січня від -1 °C до -5 °C, липня від +17 °C до +19 °C.
У зимовий період у горах спостерігається найбільше днів із ясною погодою, у той же самий час у долинах навпаки — здебільшого похмуро і хмарно. Влітку на схилах гір, через висхідні потоки вологого повітря, хмарність значно зростає.
Австрія лежить на шляху повітряних потоків, західного переносу повітряних мас із Атлантичного океану на схід, вглиб Євразії. З місцевих вітрів у горах бувають фьони.
У долині Дунаю зима м'яка, морози бувають лише в січні; в горах зима досить сувора, середні температури повітря у лютому -13,6 °C, абсолютні -31 °C, морозний період тягнеться з вересня по лютий. Влітку в долині Дунаю досить тепло, середня температура повітря в липні +19,3 °C, максимальна +33 °C; у горах приморозки бувають увесь сезон, у липні-серпні кожен другий день.
Вологість зменшується із заходу на схід, навітряні північно-західні схили гір більш вологі, зими на них більш м'які, літо більш прохолодне і вологе, ніж на підвітряних південно-східних схилах. Опадів у долині Дунаю 500–600 мм, в Альпах 1500—2500 мм. Максимум опадів приходиться на літні місяці.
Сніговий покрив тримається у гірських районах до 8 місяців; у низовинах може не утворюватись.

## Гідрографія

Основна територія Австрії розташована в басейні Дунаю, що несе свої води до Чорного моря. Тільки територія Форальбергу належить до сточища Рейну, та невеличка частка на півночі Австрії — до Ельби, що несуть свої води до Північного моря.

### Річки
Головна річка Австрії — Дунай, що перетинає всю північну частину держави (350 км у її межах). Найзначніші його притоки в межах кордонів Австрії: Інн (із Зальцахом), Траун, Енс, Драва і Морава. Гірські річки Австрії відрізняються крутим падінням, швидкою течією, мають значний енергопотенціал. Для них характерний альпійський режим стоку з літньою повінню і різко вираженою зимової меженню.

### Озера
Багато озер (580), здебільшого льодовикового походження. Найбільше озер знаходиться на північних схилах передгір'їв — Аттер, Траун. Найбільші за площею озера: Нойзідлер-Зее — на сході, поблизу кордону з Угорщиною, Боденське — на заході, поблизу кордону з Швейцарією.

## Ґрунти
В Австрії зонально переважають дерново-підзолисті та бурі лісові ґрунти, на південному сході — вилугувані опідзолені чорноземи на лесові, в горах — гірські бурі, гірсько-лучні, гірсько-опідзолені ґрунти, рендзини.

## Рослинність
Понад 2/5 території Австрії — гірські ліси, що складаються переважно з дуба (Quercus), бука (Fagus), ялиці (Abies), смереки (Picea), модрини (Larix). Ліси на рівнинах і в обжитих гірських улоговинах майже винищені. До висоти 600–800 м зустрічаються окремі лісові масиви дубових гаїв, букових й ясенових (Fraxinus), що вплетені в мозаїку сільгоспугідь. Вище 700 м ці деревні породи у горах утворюють суцільний масив, до якого, вище 1400 м приєднується ялиця і смерека. Вище 1800 м ліси змінюються заростями гірської сосни (Pinus mugo) і кедрового сланника (Pinus pumila). У зоні 2000-30200 м — альпійські луки зі злаків і осок, що слугують цінними пасовищами. Великі площі у горах зайняті голими скелями й кам'янистими розсипами.

## Тваринний світ
За зоогеографічним районуванням світу країна належить до Центральноєвропейської провінції Європейсько-Сибірської підобласті Голарктичної зоогеографічної області. Тому основу тваринного населення регіону становлять зональні широколистянолісові (1) і мішанолісові (2) угруповання тварин, а також інтразональні гірські й водно-болотні (долинно-річкові) тваринні угруповання, характерні для помірного кліматичного поясу. Особливістю тваринного населення провінції є перехідний видовий склад тваринних угруповань (порівняно з тваринними угрупованнями Атлантико-Європейської й Східноєвропейської провінцій) та значна мозаїчність в їх розміщенні по території, а також збереження реліктових видів тварин у горах. Характерними видами хребетних тут вважаються куниця лісова (Martes martes), сарна європейська (Capreolus capreolus), борсук (Meles meles), глушець білодзьобий (Tetrao urogallus) тощо. Домінуючими в зональних угрупованнях є мезофільні й ксеромезофільні групи та види тварин.
В Австрії переважає середньоєвропейська фауна: сарна (Capreolus), олень (Cervus), заєць (Lepus), фазан (Phasianus), куріпка, лисиця (Vulpes), борсук (Meles) і вивірка (Sciurus). Типовими представниками альпійської фауни є козиця (Rupicapra), бабак альпійський  (Marmota marmota) і гірська сова; недавно знов було випущено на волю кам'яного козла (Capra ibex). Окрім того, характерною ознакою паннонського тваринного світу є справжній пташиний рай в очеретяній смузі степового озера в Центральній Європі — Нойзідлер-Зее (руді чаплі (Ardea purpurea), колонії косарі (Platalea leucorodia) і шилодзьобки (Recurvirostra avosetta)).
Винищення лісів, розорювання відкритих просторів призвели до повного або часткового винищення деяких раніше широко поширених видів тварин. Але в заповідниках (Високий Тауерн, Гросглокнер) збереглися рідкісні лось (Alces), бурий ведмідь (Ursus arctos), кабан (Sus scrofa), гірський орел (Gypaetus barbatus).

## Природні ресурси

### Мінеральні ресурси
Австрія має різноманітні мінеральні ресурси:
- поклади нафти (52 млн тонн, головні родовища в районі Матцена),
- бурого вугілля (понад 290 млн тонн у Штирії та Верхній Австрії),
- залізної руди (гора Ерцберг, поблизу Ейзенерца),
- магнезиту (Фейч у Штирії).

Є невеликі родовища міді, марганцевих та свинцевих руд (район Клагенфурта-Блейберга), бокситів, стибію, молібдену, графіту, солі.

## Фізико-географічне районування
Виділяються 2 групи природних районів.
- Альпійська група:
  - Північний район,
  - Центральний, або Осьовий район,
  - Східний район:
- Позаальпійська група:
  - Штирійсько-Бургенландський район,
  - Придунайський терасовий район,
  - Район низькогір'я лівобережжя Дунаю.